# Cnipsomorpha biangulatus
Cnipsomorpha biangulatus är en insektsart som beskrevs av Chen, S.C. och P.Y. Zhang 2008. Cnipsomorpha biangulatus ingår i släktet Cnipsomorpha och familjen Phasmatidae. Inga underarter finns listade i Catalogue of Life.